# 亞德維爾 (新澤西州)
亞德維爾（英語：Yardville）是位於美國新澤西州默瑟縣的普查規定居民點。

## 人口
根據2020年美國人口普查的數據，亞德維爾的面積為10.63平方千米，當中陸地面積為10.55平方千米，而水域面積為0.08平方千米。當地共有人口6965人，而人口密度為每平方千米655.22人。